# Kapitanowie regenci San Marino (1700–1900)
Lista kapitanów regentów San Marino od 1700 do 1900
| Rok  | Semestr             | Kapitan regent                                                                    | Kapitan regent                                                                          |
| ---- | ------------------- | --------------------------------------------------------------------------------- | --------------------------------------------------------------------------------------- |
| 1700 | Kwiecień            | Francesco Loli                                                                    | Baldassarre Tini                                                                        |
| 1700 | Październik         | Ottavio Leonardelli                                                               | Marino Beni                                                                             |
| 1701 | Kwiecień            | Alfonso Tosini                                                                    | Francesco Moracci                                                                       |
| 1701 | Październik         | Giuliano Belluzzi                                                                 | Lorenzo Giangi                                                                          |
| 1702 | Kwiecień            | Giuseppe Loli                                                                     | Melchiorre Martelli                                                                     |
| 1702 | Październik         | Giovanni Antonio Belluzzi                                                         | Gaspare Calbini                                                                         |
| 1703 | Kwiecień            | Bernardino Leonardelli                                                            | Giovanni Antonio Fattori                                                                |
| 1703 | Październik         | Onofrio Onofri                                                                    | Baldassarre Tini                                                                        |
| 1704 | Kwiecień            | Ottavio Leonardelli                                                               | Pietro Francini                                                                         |
| 1704 | Październik         | Giambattista Tosini                                                               | Tommaso Ceccoli                                                                         |
| 1705 | Kwiecień            | Gian Giacomo Angeli                                                               | Lorenzo Giangi                                                                          |
| 1705 | Październik         | Giuseppe Loli                                                                     | Melchiorre Martelli                                                                     |
| 1706 | Kwiecień            | Giovanni Cionini                                                                  | Gaspare Calbini                                                                         |
| 1706 | Październik         | Francesco Maccioni                                                                | Giambattista Ceccoli                                                                    |
| 1707 | Kwiecień            | Onofrio Onofri                                                                    | Giuseppe Zampini                                                                        |
| 1707 | Październik         | Federico Gozi                                                                     | Francesco Moracci                                                                       |
| 1708 | Kwiecień            | Giuliano Belluzzi                                                                 | Tommaso Ceccoli                                                                         |
| 1708 | Październik         | Marino Enea Bonelli                                                               | Baldassarre Tini                                                                        |
| 1709 | Kwiecień            | Gian Giacomo Angeli                                                               | Francesco Giangi                                                                        |
| 1709 | Październik         | Giovanni Antonio Belluzzi                                                         | Giovanni Antonio Fattori                                                                |
| 1710 | Kwiecień            | Giovanni Cionini                                                                  | Melchiorre Martelli                                                                     |
| 1710 | Październik         | Francesco Maccioni                                                                | Pietro Francini                                                                         |
| 1711 | Kwiecień            | Giuseppe Loli                                                                     | Girolamo Martelli                                                                       |
| 1711 | Październik         | Federico Gozi                                                                     | Giuseppe Zampini                                                                        |
| 1712 | Kwiecień            | Onofrio Onofri                                                                    | Giovanni Martelli                                                                       |
| 1712 | Październik         | Gian Giacomo Angeli                                                               | Bartolomeo Bedetti                                                                      |
| 1713 | Kwiecień            | Giovanni Antonio Belluzzi                                                         | Giovanni Antonio Fattori                                                                |
| 1713 | Październik         | Giuliano Belluzzi                                                                 | Tommaso Ceccoli                                                                         |
| 1714 | Kwiecień            | Giuseppe Onofri                                                                   | Lorenzo Giangi                                                                          |
| 1714 | Październik         | Giuseppe Loli                                                                     | Pietro Francini                                                                         |
| 1715 | Kwiecień            | Giovanni Paolo Valloni                                                            | Giuseppe Zampini                                                                        |
| 1715 | Październik         | Bernardino Leonardelli                                                            | Marino Enea Bonelli                                                                     |
| 1716 | Kwiecień            | Gian Giacomo Angeli                                                               | Giovanni Martelli                                                                       |
| 1716 | Październik         | Francesco Maria Belluzzi                                                          | Bartolomeo Bedetti                                                                      |
| 1717 | Kwiecień            | Federico Gozi                                                                     | Girolamo Martelli                                                                       |
| 1717 | Październik         | Ottavio Leonardelli                                                               | Francesco Giangi                                                                        |
| 1718 | Kwiecień            | Giuliano Belluzzi                                                                 | Marino Beni                                                                             |
| 1718 | Październik         | Tranquillo Manenti Belluzzi                                                       | Tommaso Ceccoli                                                                         |
| 1719 | Kwiecień            | Giovanni Paolo Valloni                                                            | Baldassarre Tini (zmarł podczas kadencji, zastąpiony przez Francesco Moracci)           |
| 1719 | Październik         | Gian Giacomo Angeli                                                               | Lorenzo Giangi                                                                          |
| 1720 | Kwiecień            | Benedetto Belluzzi                                                                | Giovanni Martelli                                                                       |
| 1720 | Październik         | Marino Enea Bonelli                                                               | Bartolomeo Bedetti                                                                      |
| 1721 | Kwiecień            | Federico Gozi                                                                     | Girolamo Martelli                                                                       |
| 1721 | Październik         | Bernardino Leonardelli                                                            | Francesco Giangi                                                                        |
| 1722 | Kwiecień            | Francesco Maria Belluzzi                                                          | Marino Beni                                                                             |
| 1722 | Październik         | Valerio Maccioni                                                                  | Pier Antonio Ugolini                                                                    |
| 1723 | Kwiecień            | Giuseppe Onofri                                                                   | Tommaso Ceccoli                                                                         |
| 1723 | Październik         | Pietro Loli                                                                       | Giovanni Martelli                                                                       |
| 1724 | Kwiecień            | Giovanni Paolo Valloni                                                            | Biagio Antonio Martelli                                                                 |
| 1724 | Październik         | Marino Enea Bonelli                                                               | Bartolomeo Bedetti                                                                      |
| 1725 | Kwiecień            | Gian Giacomo Angeli                                                               | Lorenzo Giangi                                                                          |
| 1725 | Październik         | Federico Gozi                                                                     | Marino Beni                                                                             |
| 1726 | Kwiecień            | Tranquillo Manenti Belluzzi                                                       | Girolamo Martelli                                                                       |
| 1726 | Październik         | Valerio Maccioni                                                                  | Pier Antonio Ugolini                                                                    |
| 1727 | Kwiecień            | Giuseppe Onofri                                                                   | Tommaso Ceccoli                                                                         |
| 1727 | Październik         | Gentile Maria Maggio                                                              | Giovanni Martelli                                                                       |
| 1728 | Kwiecień            | Francesco Maria Belluzzi                                                          | Biagio Antonio Martelli                                                                 |
| 1728 | Październik         | Marino Enea Bonelli                                                               | Bernardino Capicchioni                                                                  |
| 1729 | Kwiecień            | Giovanni Paolo Valloni                                                            | Francesco Giangi                                                                        |
| 1729 | Październik         | Gian Giacomo Angeli                                                               | Giovanni Andrea Beni                                                                    |
| 1730 | Kwiecień            | Valerio Maccioni                                                                  | Pier Antonio Ugolini                                                                    |
| 1730 | Październik         | Tranquillo Manenti Belluzzi                                                       | Girolamo Martelli                                                                       |
| 1731 | Kwiecień            | Giuseppe Onofri                                                                   | Lodovico Anatucci                                                                       |
| 1731 | Październik         | Giovanni Antonio Leonardelli                                                      | Bartolomeo Bedetti                                                                      |
| 1732 | Kwiecień            | Giovanni Benedetto Belluzzi                                                       | Giovanni Martelli                                                                       |
| 1732 | Październik         | Valerio Maccioni                                                                  | Vincenzo Moracci                                                                        |
| 1733 | Kwiecień            | Francesco Maria Belluzzi                                                          | Giovanni Maria Giangi                                                                   |
| 1733 | Październik         | Giovanni Paolo Valloni                                                            | Giovanni Maria Beni                                                                     |
| 1734 | Kwiecień            | Marino Enea Bonelli                                                               | Tommaso Capicchioni                                                                     |
| 1734 | Październik         | Giuseppe Onofri                                                                   | Lodovico Anatucci                                                                       |
| 1735 | Kwiecień            | Tranquillo Manenti Belluzzi                                                       | Biagio Antonio Martelli                                                                 |
| 1735 | Październik         | Federico Tosini                                                                   | Pier Antonio Ugolini                                                                    |
| 1736 | Kwiecień            | Gian Giacomo Angeli                                                               | Girolamo Martelli                                                                       |
| 1736 | Październik         | Francesco Maria Belluzzi                                                          | Giovanni Maria Giangi                                                                   |
| 1737 | Kwiecień            | Valerio Maccioni                                                                  | Vincenzo Moracci                                                                        |
| 1737 | Październik         | Filippo Manenti Belluzzi                                                          | Giuliano Malpeli                                                                        |
| 1738 | Kwiecień            | Giuseppe Onofri                                                                   | Giovanni Maria Beni                                                                     |
| 1738 | Październik         | Giovanni Antonio Leonardelli                                                      | Giovanni Martelli                                                                       |
| 1739 | Kwiecień            | Giovanni Benedetto Belluzzi                                                       | Biagio Antonio Martelli                                                                 |
| 1739 | Październik         | Gian Giacomo Angeli                                                               | Alfonso Giangi                                                                          |
| 1739 | koniec października | Gaspare Fogli, gonfalonier (podczas inwazji kardynała Giulio Alberoni)            | Gaspare Fogli, gonfalonier (podczas inwazji kardynała Giulio Alberoni)                  |
| 1740 | 5 lutego            | Marino Enea Bonelli                                                               | Alfonso Giangi                                                                          |
| 1740 | Październik         | Giuseppe Onofri                                                                   | Vincenzo Moracci                                                                        |
| 1741 | Kwiecień            | Giovanni Maria Giangi                                                             | Marino Tini                                                                             |
| 1741 | Październik         | Lodovico Belluzzi                                                                 | Pier Antonio Ugolini                                                                    |
| 1742 | Kwiecień            | Girolamo Gozi                                                                     | Giovanni Martelli                                                                       |
| 1742 | Październik         | Biagio Antonio Martelli                                                           | Domenico Bertoni                                                                        |
| 1743 | Kwiecień            | Filippo Manenti Belluzzi                                                          | Filippo Fabbrini                                                                        |
| 1743 | Październik         | Giacomo Begni                                                                     | Francesco Antonio Righi                                                                 |
| 1744 | Kwiecień            | Giuseppe Onofri                                                                   | Alfonso Giangi                                                                          |
| 1744 | Październik         | Giovanni Maria Giangi                                                             | Vincenzo Moracci                                                                        |
| 1745 | Kwiecień            | Giambattista Zampini                                                              | Pompeo Zoli                                                                             |
| 1745 | Październik         | Girolamo Gozi                                                                     | Tommaso Capicchioni                                                                     |
| 1746 | Kwiecień            | Lodovico Belluzzi                                                                 | Marc' Antonio Tassini                                                                   |
| 1746 | Październik         | Filippo Manenti Belluzzi                                                          | Domenico Bertoni                                                                        |
| 1747 | Kwiecień            | Giacomo Begni                                                                     | Ottavio Fazzini                                                                         |
| 1747 | Październik         | Biagio Antonio Martelli                                                           | Giovanni Martelli                                                                       |
| 1748 | Kwiecień            | Giovanni Marino Giangi                                                            | Francesco Antonio Righi                                                                 |
| 1748 | Październik         | Costantino Bonelli                                                                | Pompeo Zoli                                                                             |
| 1749 | Kwiecień            | Giuseppe Onofri                                                                   | Vincenzo Moracci                                                                        |
| 1749 | Październik         | Lodovico Belluzzi                                                                 | Marc' Antonio Tassini                                                                   |
| 1750 | Kwiecień            | Filippo Manenti Belluzzi                                                          | Pier Antonio Ugolini                                                                    |
| 1750 | Październik         | Giovanni Antonio Leonardelli                                                      | Alfonso Giangi                                                                          |
| 1751 | Kwiecień            | Aurelio Valloni                                                                   | Filippo Fabbrini                                                                        |
| 1751 | Październik         | Giovanni Maria Giangi                                                             | Marino Tini                                                                             |
| 1752 | Kwiecień            | Giacomo Begni                                                                     | Pompeo Zoli                                                                             |
| 1752 | Październik         | Costantino Bonelli                                                                | Giovanni Martelli                                                                       |
| 1753 | Kwiecień            | Giuseppe Onofri                                                                   | Giuseppe Franzoni                                                                       |
| 1753 | Październik         | Filippo Manenti Belluzzi                                                          | Marc' Antonio Tassini                                                                   |
| 1754 | Kwiecień            | Girolamo Gozi                                                                     | Vincenzo Moracci                                                                        |
| 1754 | Październik         | Francesco Maccioni                                                                | Ottavio Fazzini                                                                         |
| 1755 | Kwiecień            | Biagio Antonio Martelli                                                           | Giuseppe Bertoni                                                                        |
| 1755 | Październik         | Giacomo Begni                                                                     | Paolo Tini                                                                              |
| 1756 | Kwiecień            | Marino Belluzzi                                                                   | Francesco Casali                                                                        |
| 1756 | Październik         | Giovanni Beni                                                                     | Francesco Antonio Righi                                                                 |
| 1757 | Kwiecień            | Giambattista Angeli                                                               | Marc' Antonio Tassini                                                                   |
| 1757 | Październik         | Filippo Manenti Belluzzi                                                          | Antonio Capicchioni                                                                     |
| 1758 | Kwiecień            | Lodovico Belluzzi                                                                 | Marino Tini                                                                             |
| 1758 | Październik         | Giovanni Maria Giangi                                                             | Giuseppe Franzoni                                                                       |
| 1759 | Kwiecień            | Giacomo Begni                                                                     | Pompeo Zoli                                                                             |
| 1759 | Październik         | Giovanni Antonio Leonardelli                                                      | Filippo Fazzini                                                                         |
| 1760 | Kwiecień            | Aurelio Valloni                                                                   | Francesco Antonio Righi                                                                 |
| 1760 | Październik         | Giambattista Angeli                                                               | Giovanni Pietro Martelli                                                                |
| 1761 | Kwiecień            | Francesco Maccioni                                                                | Marino Martelli                                                                         |
| 1761 | Październik         | Filippo Manenti                                                                   | Marc' Antonio Tassini                                                                   |
| 1762 | Kwiecień            | Giovanni Maria Giangi                                                             | Giuseppe Bertoni                                                                        |
| 1762 | Październik         | Giambattista Zampini                                                              | Pompeo Zoli                                                                             |
| 1763 | Kwiecień            | Giambattista Bonelli                                                              | Filippo Fazzini                                                                         |
| 1763 | Październik         | Girolamo Gozi                                                                     | Paolo Tini                                                                              |
| 1764 | Kwiecień            | Giambattista Angeli                                                               | Antonio Capicchioni                                                                     |
| 1764 | Październik         | Giovanni Antonio Leonardelli                                                      | Marino Martelli                                                                         |
| 1765 | Kwiecień            | Filippo Manenti                                                                   | Marc' Antonio Tassini                                                                   |
| 1765 | Październik         | Francesco Begni                                                                   | Francesco Benedetti                                                                     |
| 1766 | Kwiecień            | Filippo Belluzzi                                                                  | Pompeo Zoli                                                                             |
| 1766 | Październik         | Giuseppe Giannini                                                                 | Giuseppe Franzoni                                                                       |
| 1767 | Kwiecień            | Francesco Maccioni                                                                | Filippo Fazzini                                                                         |
| 1767 | Październik         | Giambattista Angeli                                                               | Giuseppe Bertoni                                                                        |
| 1768 | Kwiecień            | Giuliano Gozi                                                                     | Francesco Casali                                                                        |
| 1768 | Październik         | Costantino Bonelli                                                                | Giovanni Antonio Malpeli                                                                |
| 1769 | Kwiecień            | Baldassarre Giangi                                                                | Marc' Antonio Tassini                                                                   |
| 1769 | Październik         | Filippo Manenti                                                                   | Francesco Antonio Casali                                                                |
| 1770 | Kwiecień            | Gaetano Belluzzi                                                                  | Pompeo Zoli                                                                             |
| 1770 | Październik         | Giuseppe Giannini                                                                 | Antonio Capicchioni                                                                     |
| 1771 | Kwiecień            | Giambattista Angeli                                                               | Filippo Fazzini                                                                         |
| 1771 | Październik         | Giuliano Gozi                                                                     | Angelo Ortolani                                                                         |
| 1772 | Kwiecień            | Sebastiano Onofri                                                                 | Giuseppe Bertoni                                                                        |
| 1772 | Październik         | Baldassarre Giangi                                                                | Francesco di Livio Casali                                                               |
| 1773 | Kwiecień            | Costantino Bonelli                                                                | Giovanni Antonio Malpeli                                                                |
| 1773 | Październik         | Francesco Manenti                                                                 | Pompeo Zoli                                                                             |
| 1774 | Kwiecień            | Gaetano Belluzzi                                                                  | Antonio Capicchioni                                                                     |
| 1774 | Październik         | Giuliano Belluzzi                                                                 | Francesco Antonio Casali                                                                |
| 1775 | Kwiecień            | Giuliano Gozi                                                                     | Angelo Ortolani                                                                         |
| 1775 | Październik         | Giambattista Angeli                                                               | Girolamo Paoloni                                                                        |
| 1776 | Kwiecień            | Giuseppe Giannini                                                                 | Antimo Meloni                                                                           |
| 1776 | Październik         | Francesco Onofri                                                                  | Francesco di Livio Casali                                                               |
| 1777 | Kwiecień            | Costantino Bonelli                                                                | Francesco Moracci                                                                       |
| 1777 | Październik         | Pier Antonio Leonardelli                                                          | Giovanni Antonio Malpeli                                                                |
| 1778 | Kwiecień            | Baldassarre Giangi                                                                | Francesco Antonio Casali (zmarł podczas kadencji, zastąpiony przez Alessandro Martelli) |
| 1778 | Październik         | Giambattista Bonelli                                                              | Pier Francesco Meloni                                                                   |
| 1779 | Kwiecień            | Giuliano Gozi                                                                     | Angelo Ortolani                                                                         |
| 1779 | Październik         | Filippo Belluzzi                                                                  | Pompeo Zoli                                                                             |
| 1780 | Kwiecień            | Francesco Manenti                                                                 | Antonio Capicchioni                                                                     |
| 1780 | Październik         | Costantino Bonelli                                                                | Francesco di Livio Casali                                                               |
| 1781 | Kwiecień            | Pier Antonio Leonardelli                                                          | Girolamo Paoloni                                                                        |
| 1781 | Październik         | Baldassarre Giangi                                                                | Giovanni Antonio Malpeli                                                                |
| 1782 | Kwiecień            | Giambattista Bonelli                                                              | Antimo Meloni                                                                           |
| 1782 | Październik         | Giuseppe Giannini                                                                 | Francesco Malpeli                                                                       |
| 1783 | Kwiecień            | Francesco Begni                                                                   | Pompeo Zoli                                                                             |
| 1783 | Październik         | Giuliano Gozi                                                                     | Pier Francesco Vita                                                                     |
| 1784 | Kwiecień            | Giambattista Zampini                                                              | Angelo Ortolani                                                                         |
| 1784 | Październik         | Francesco Manenti                                                                 | Marino Francesconi                                                                      |
| 1785 | Kwiecień            | Marino Giangi                                                                     | Giovanni Antonio Malpeli                                                                |
| 1785 | Październik         | Pier Antonio Leonardelli                                                          | Girolamo Paoloni                                                                        |
| 1786 | Kwiecień            | Giambattista Bonelli                                                              | Matteo Martelli                                                                         |
| 1786 | Październik         | Giuliano Gozi                                                                     | Francesco Faetani                                                                       |
| 1787 | Kwiecień            | Giuliano Gozi                                                                     | Francesco Faetani                                                                       |
| 1787 | Październik         | Francesco Onofri                                                                  | Francesco Tini                                                                          |
| 1788 | Kwiecień            | Giambattista Bonelli                                                              | Giovanni Filippi                                                                        |
| 1788 | Październik         | Francesco Begni                                                                   | Filippo Fazzini                                                                         |
| 1789 | Kwiecień            | Giuliano Belluzzi                                                                 | Silvestro Masi                                                                          |
| 1789 | Październik         | Marino Giangi                                                                     | Francesco Belzoppi                                                                      |
| 1790 | Kwiecień            | Mariano Begni                                                                     | Matteo Martelli                                                                         |
| 1790 | Październik         | Filippo Belluzzi                                                                  | Antonio Capicchioni                                                                     |
| 1791 | Kwiecień            | Francesco Giannini                                                                | Antimo Meloni                                                                           |
| 1791 | Październik         | Antonio Onofri                                                                    | Girolamo Paoloni                                                                        |
| 1792 | Kwiecień            | Giuliano Gozi                                                                     | Giovanni Filippi                                                                        |
| 1792 | Październik         | Giambattista Bonelli                                                              | Marino Francesconi                                                                      |
| 1793 | Kwiecień            | Giuliano Belluzzi                                                                 | Marino Tassini                                                                          |
| 1793 | Październik         | Marino Giangi                                                                     | Felice Caroti                                                                           |
| 1794 | Kwiecień            | Marino Begni                                                                      | Antonio Capicchioni                                                                     |
| 1794 | Październik         | Filippo Belluzzi                                                                  | Pier Vincenzo Giannini                                                                  |
| 1795 | Kwiecień            | Giuseppe Mercuri                                                                  | Angelo Ortolani                                                                         |
| 1795 | Październik         | Francesco Giannini                                                                | Livio Casali                                                                            |
| 1796 | Kwiecień            | Giuliano Gozi                                                                     | Matteo Martelli                                                                         |
| 1796 | Październik         | Antonio Onofri                                                                    | Marino Francesconi                                                                      |
| 1797 | Kwiecień            | Giuliano Belluzzi                                                                 | Girolamo Paoloni                                                                        |
| 1797 | Październik         | Annibale Gozi                                                                     | Antonio Capicchioni                                                                     |
| 1798 | Kwiecień            | Marino Begni                                                                      | Alessandro Righi                                                                        |
| 1798 | Październik         | Marino Giangi                                                                     | Vincenzo Belzoppi                                                                       |
| 1799 | Kwiecień            | Francesco Giannini                                                                | Pietro Zoli                                                                             |
| 1799 | Październik         | Camillo Bonelli                                                                   | Livio Casali                                                                            |
| 1800 | Kwiecień            | Francesco Faetani                                                                 | Matteo Martelli                                                                         |
| 1800 | Październik         | Giuseppe Mercuri                                                                  | Pier Vincenzo Giannini                                                                  |
| 1801 | Kwiecień            | Giuliano Belluzzi                                                                 | Marino Bertoni                                                                          |
| 1801 | Październik         | Mariano Begni                                                                     | Antonio Capicchioni                                                                     |
| 1802 | Kwiecień            | Filippo Belluzzi                                                                  | Marino Tassini                                                                          |
| 1802 | Październik         | Annibale Gozi                                                                     | Giovanni Filippi                                                                        |
| 1803 | Kwiecień            | Camillo Bonelli                                                                   | Livio Casali                                                                            |
| 1803 | Październik         | Antonio Onofri                                                                    | Marino Francesconi                                                                      |
| 1804 | Kwiecień            | Marino Belluzzi                                                                   | Matteo Martelli                                                                         |
| 1804 | Październik         | Francesco Giannini                                                                | Giuseppe Righi                                                                          |
| 1805 | Kwiecień            | Francesco Maria Belluzzi                                                          | Antonio Capicchioni                                                                     |
| 1805 | Październik         | Mariano Begni                                                                     | Giovanni Malpeli                                                                        |
| 1806 | Kwiecień            | Giuseppe Mercuri                                                                  | Marino Tassini                                                                          |
| 1806 | Październik         | Alessandro Righi                                                                  | Pietro Berti                                                                            |
| 1807 | Kwiecień            | Antonio Onofri                                                                    | Marino Francesconi                                                                      |
| 1807 | Październik         | Camillo Bonelli                                                                   | Livio Casali                                                                            |
| 1808 | Kwiecień            | Marino Giangi                                                                     | Matteo Martelli                                                                         |
| 1808 | Październik         | Federico Gozi                                                                     | Pier Antonio Damiani                                                                    |
| 1809 | Kwiecień            | Francesco Giannini                                                                | Vincenzo Belzoppi                                                                       |
| 1809 | Październik         | Mariano Begni                                                                     | Giovanni Malpeli                                                                        |
| 1810 | Kwiecień            | Lodovico Belluzzi                                                                 | Maria Giuseppe Malpeli                                                                  |
| 1810 | Październik         | Antonio Onofri                                                                    | Marino Francesconi                                                                      |
| 1811 | Kwiecień            | Francesco Maria Belluzzi                                                          | Marino Bertoni                                                                          |
| 1811 | Październik         | Giuseppe Mercuri                                                                  | Pier Vincenzo Giannini                                                                  |
| 1812 | Kwiecień            | Camillo Bonelli                                                                   | Livio Casali                                                                            |
| 1812 | Październik         | Francesco Giannini                                                                | Pietro Zoli                                                                             |
| 1813 | Kwiecień            | Marino Belluzzi                                                                   | Pier Antonio Damiani                                                                    |
| 1813 | Październik         | Mariano Begni                                                                     | Giovanni Malpeli                                                                        |
| 1814 | Kwiecień            | Federico Gozi                                                                     | Andrea Albertini                                                                        |
| 1814 | Październik         | Lodovico Belluzzi                                                                 | Maria Giuseppe Malpeli                                                                  |
| 1815 | Kwiecień            | Giuseppe Mercuri                                                                  | Pier Vincenzo Giannini                                                                  |
| 1815 | Październik         | Francesco Maria Belluzzi                                                          | Filippo Filippi                                                                         |
| 1816 | Kwiecień            | Camillo Bonelli                                                                   | Pietro Berti                                                                            |
| 1816 | Październik         | Luigi Giannini                                                                    | Matteo Martelli                                                                         |
| 1817 | Kwiecień            | Antonio Onofri                                                                    | Pietro Zoli                                                                             |
| 1817 | Październik         | Federico Gozi                                                                     | Vincenzo Belzoppi                                                                       |
| 1818 | Kwiecień            | Giuliano Malpeli                                                                  | Livio Casali                                                                            |
| 1818 | Październik         | Mariano Begni                                                                     | Giovanni Malpeli                                                                        |
| 1819 | Kwiecień            | Giuseppe Mercuri                                                                  | Andrea Albertini                                                                        |
| 1819 | Październik         | Francesco Maria Belluzzi                                                          | Filippo Filippi                                                                         |
| 1820 | Kwiecień            | Luigi Giannini                                                                    | Matteo Martelli                                                                         |
| 1820 | Październik         | Camillo Bonelli                                                                   | Marino Berti                                                                            |
| 1821 | Kwiecień            | Antonio Onofri                                                                    | Pier Vincenzo Giannini                                                                  |
| 1821 | Październik         | Giuliano Malpeli                                                                  | Pietro Berti                                                                            |
| 1822 | Kwiecień            | Federico Gozi                                                                     | Francesco Guidi Giangi                                                                  |
| 1822 | Październik         | Mariano Begni                                                                     | Giovanni Malpeli                                                                        |
| 1823 | Kwiecień            | Giuseppe Mercuri                                                                  | Marino Lonfernini                                                                       |
| 1823 | Październik         | Francesco Maria Belluzzi                                                          | Filippo Filippi                                                                         |
| 1824 | Kwiecień            | Lodovico Belluzzi                                                                 | Vincenzo Braschi                                                                        |
| 1824 | Październik         | Luigi Giannini                                                                    | Bartolomeo Bartolotti                                                                   |
| 1825 | Kwiecień            | Raffaele Gozi                                                                     | Pietro Berti                                                                            |
| 1825 | Październik         | Camillo Bonelli                                                                   | Pier Antonio Damiani                                                                    |
| 1826 | Kwiecień            | Giambattista Onofri                                                               | Marino Berti                                                                            |
| 1826 | Październik         | Giuliano Malpeli                                                                  | Marino Lonfernini                                                                       |
| 1827 | Kwiecień            | Mariano Begni                                                                     | Giovanni Malpeli                                                                        |
| 1827 | Październik         | Lodovico Belluzzi                                                                 | Vincenzo Braschi                                                                        |
| 1828 | Kwiecień            | Francesco Maria Belluzzi                                                          | Francesco Guidi Giangi                                                                  |
| 1828 | Październik         | Luigi Giannini                                                                    | Giacomo Antonio Tini                                                                    |
| 1829 | Kwiecień            | Camillo Bonelli                                                                   | Pietro Zoli                                                                             |
| 1829 | Październik         | Giuseppe Mercuri                                                                  | Filippo Filippi                                                                         |
| 1830 | Kwiecień            | Giuliano Malpeli                                                                  | Marino Lonfernini                                                                       |
| 1830 | Październik         | Giambattista Onofri                                                               | Pier Antonio Damiani                                                                    |
| 1831 | Kwiecień            | Lodovico Belluzzi                                                                 | Biagio Martelli                                                                         |
| 1831 | Październik         | Francesco Maria Belluzzi                                                          | Pier Matteo Berti                                                                       |
| 1832 | Kwiecień            | Giovanni Benedetto Belluzzi                                                       | Bartolomeo Bartolotti                                                                   |
| 1832 | Październik         | Mariano Begni                                                                     | Giovanni Malpeli                                                                        |
| 1833 | Kwiecień            | Giuseppe Mercuri                                                                  | Filippo Filippi                                                                         |
| 1833 | Październik         | Luigi Giannini                                                                    | Vincenzo Braschi                                                                        |
| 1834 | Kwiecień            | Lodovico Belluzzi                                                                 | Francesco Guidi Giangi                                                                  |
| 1834 | Październik         | Giuliano Malpeli                                                                  | Pietro Tassini                                                                          |
| 1835 | Kwiecień            | Francesco Maria Belluzzi (zmarł podczas kadencji, zastąpiony przez Raffaele Gozi) | Pietro Zoli                                                                             |
| 1835 | Październik         | Giambattista Bonelli                                                              | Bartolomeo Bartolotti                                                                   |
| 1836 | Kwiecień            | Giovanni Benedetto Belluzzi                                                       | Pier Antonio Damiani                                                                    |
| 1836 | Październik         | Giuseppe Gozi                                                                     | Pier Matteo Berti                                                                       |
| 1837 | Kwiecień            | Filippo Belluzzi                                                                  | Filippo Filippi                                                                         |
| 1837 | Październik         | Giuseppe Mercuri                                                                  | Marc' Antonio Tassini                                                                   |
| 1838 | Kwiecień            | Girolamo Gozi                                                                     | Francesco Guidi Giangi                                                                  |
| 1838 | Październik         | Mariano Begni                                                                     | Domenico Maria Belzoppi                                                                 |
| 1839 | Kwiecień            | Giambattista Bonelli                                                              | Bartolomeo Bartolotti                                                                   |
| 1839 | Październik         | Giuliano Malpeli                                                                  | Biagio Martelli                                                                         |
| 1840 | Kwiecień            | Giovanni Benedetto Belluzzi                                                       | Pietro Righi                                                                            |
| 1840 | Październik         | Raffaele Gozi                                                                     | Pietro Zoli                                                                             |
| 1841 | Kwiecień            | Filippo Belluzzi                                                                  | Filippo Filippi                                                                         |
| 1841 | Październik         | Girolamo Gozi                                                                     | Francesco Guidi Giangi                                                                  |
| 1842 | Kwiecień            | Domenico Maria Belzoppi                                                           | Pier Matteo Berti                                                                       |
| 1842 | Październik         | Giuseppe Gozi                                                                     | Domenic' Antonio Bartolotti                                                             |
| 1843 | Kwiecień            | Giuliano Malpeli                                                                  | Marino Malpeli                                                                          |
| 1843 | Październik         | Lodovico Belluzzi                                                                 | Biagio Martelli                                                                         |
| 1844 | Kwiecień            | Giovanni Benedetto Belluzzi                                                       | Pietro Righi                                                                            |
| 1844 | Październik         | Pietro Zoli                                                                       | Marino Berti                                                                            |
| 1845 | Kwiecień            | Giambattista Bonelli                                                              | Francesco Valli                                                                         |
| 1845 | Październik         | Domenico Maria Belzoppi                                                           | Pier Matteo Berti                                                                       |
| 1846 | Kwiecień            | Filippo Belluzzi                                                                  | Filippo Filippi                                                                         |
| 1846 | Październik         | Francesco Guidi Giangi                                                            | Costanzo Damiani                                                                        |
| 1847 | Kwiecień            | Girolamo Gozi                                                                     | Domenic' Antonio Bartolotti                                                             |
| 1847 | Październik         | Giuliano Malpeli                                                                  | Biagio Martelli                                                                         |
| 1848 | Kwiecień            | Giuseppe Gozi                                                                     | Marino Malpeli                                                                          |
| 1848 | Październik         | Giovanni Benedetto Belluzzi                                                       | Pietro Righi                                                                            |
| 1849 | Kwiecień            | Domenico Maria Belzoppi                                                           | Pier Matteo Berti                                                                       |
| 1849 | Październik         | Giambattista Braschi                                                              | Marino Lonfernini                                                                       |
| 1850 | Kwiecień            | Vincenzo Angeli                                                                   | Costanzo Damiani                                                                        |
| 1850 | Październik         | Giambattista Bonelli                                                              | Marino Berti                                                                            |
| 1851 | Kwiecień            | Francesco Guidi Giangi                                                            | Marco Suzzi Valli                                                                       |
| 1851 | Październik         | Domenic' Antonio Bartolotti                                                       | Antonio Para                                                                            |
| 1852 | Kwiecień            | Melchiorre Filippi                                                                | Pietro Righi                                                                            |
| 1852 | Październik         | Filippo Belluzzi                                                                  | Gaetano Simoncini                                                                       |
| 1853 | Kwiecień            | Domenico Maria Belzoppi                                                           | Pier Matteo Berti                                                                       |
| 1853 | Październik         | Giambattista Braschi                                                              | Francesco Valli                                                                         |
| 1854 | Kwiecień            | Girolamo Gozi                                                                     | Pietro Ugolini                                                                          |
| 1854 | Październik         | Francesco Guidi Giangi                                                            | Pietro Barbieri                                                                         |
| 1855 | Kwiecień            | Gaetano Belluzzi (reprezentowany przez większość kadencji przez Filippo Belluzzi) | Francesco Rossini                                                                       |
| 1855 | Październik         | Giovanni Benedetto Belluzzi                                                       | Marino Masi                                                                             |
| 1856 | Kwiecień            | Giuseppe Filippi                                                                  | Pietro Righi                                                                            |
| 1856 | Październik         | Melchiorre Filippi                                                                | Gaetano Simoncini                                                                       |
| 1857 | Kwiecień            | Innocenzo Bonelli                                                                 | Domenico Fattori                                                                        |
| 1857 | Październik         | Settimio Belluzzi                                                                 | Giacomo Berti                                                                           |
| 1858 | Kwiecień            | Francesco Guidi Giangi                                                            | Marino Malpeli                                                                          |
| 1858 | Październik         | Filippo Belluzzi                                                                  | Pasquale Marcucci                                                                       |
| 1859 | Kwiecień            | Giuliano Belluzzi                                                                 | Michele Ceccoli                                                                         |
| 1859 | Październik         | Palamede Malpeli                                                                  | Pier Matteo Berti                                                                       |
| 1860 | Kwiecień            | Giuseppe Filippi                                                                  | Pietro Righi                                                                            |
| 1860 | Październik         | Gaetano Belluzzi                                                                  | Costanzo Damiani                                                                        |
| 1861 | Kwiecień            | Settimio Belluzzi                                                                 | Giacomo Berti                                                                           |
| 1861 | Październik         | Melchiorre Filippi                                                                | Domenico Fattori                                                                        |
| 1862 | Kwiecień            | Innocenzo Bonelli                                                                 | Gaetano Simoncini                                                                       |
| 1862 | Październik         | Francesco Guidi Giangi                                                            | Pietro Tonnini                                                                          |
| 1863 | Kwiecień            | Giuliano Belluzzi                                                                 | Michele Ceccoli                                                                         |
| 1863 | Październik         | Giuseppe Filippi                                                                  | Francesco Casali                                                                        |
| 1864 | Kwiecień            | Gaetano Belluzzi                                                                  | Pietro Righi                                                                            |
| 1864 | Październik         | Palamede Malpeli                                                                  | Pasquale Marcucci                                                                       |
| 1865 | Kwiecień            | Settimio Belluzzi                                                                 | Giacomo Berti                                                                           |
| 1865 | Październik         | Filippo Belluzzi                                                                  | Silvestro Masi                                                                          |
| 1866 | Kwiecień            | Innocenzo Bonelli                                                                 | Michele Vita                                                                            |
| 1866 | Październik         | Melchiorre Filippi                                                                | Domenico Fattori                                                                        |
| 1867 | Kwiecień            | Giuliano Belluzzi                                                                 | Michele Ceccoli                                                                         |
| 1867 | Październik         | Gaetano Simoncini                                                                 | Pietro Righi                                                                            |
| 1868 | Kwiecień            | Palamede Malpeli                                                                  | Giuseppe Vagnini                                                                        |
| 1868 | Październik         | Pietro Tonnini                                                                    | Sante Lonfernini                                                                        |
| 1869 | Kwiecień            | Filippo Belluzzi                                                                  | Francesco Malpeli                                                                       |
| 1869 | Październik         | Settimio Belluzzi                                                                 | Giacomo Berti                                                                           |
| 1870 | Kwiecień            | Innocenzo Bonelli                                                                 | Ortollero Grazia                                                                        |
| 1870 | Październik         | Melchiorre Filippi                                                                | Domenico Fattori                                                                        |
| 1871 | Kwiecień            | Gaetano Simoncini                                                                 | Pietro Ugolini                                                                          |
| 1871 | Październik         | Palamede Malpeli                                                                  | Luigi Pasquali                                                                          |
| 1872 | Kwiecień            | Giuliano Belluzzi                                                                 | Pietro Berti                                                                            |
| 1872 | Październik         | Federico Gozi                                                                     | Francesco Malpeli                                                                       |
| 1873 | Kwiecień            | Settimio Belluzzi                                                                 | Francesco Marcucci                                                                      |
| 1873 | Październik         | Giuseppe Filippi                                                                  | Marino Fattori                                                                          |
| 1874 | Kwiecień            | Filippo Belluzzi                                                                  | Marino Babboni                                                                          |
| 1874 | Październik         | Gaetano Simoncini                                                                 | Domenico Fattori                                                                        |
| 1875 | Kwiecień            | Palamede Malpeli                                                                  | Luigi Pasquali                                                                          |
| 1875 | Październik         | Pietro Tonnini                                                                    | Giuseppe Giacomini                                                                      |
| 1876 | Kwiecień            | Gaetano Belluzzi                                                                  | Sante Lonfernini                                                                        |
| 1876 | Październik         | Settimio Belluzzi                                                                 | Michele Ceccoli                                                                         |
| 1877 | Kwiecień            | Innocenzo Bonelli                                                                 | Andrea Barbieri                                                                         |
| 1877 | Październik         | Giuliano Belluzzi                                                                 | Pietro Ugolini                                                                          |
| 1878 | Kwiecień            | Domenico Fattori                                                                  | Marino Babboni                                                                          |
| 1878 | Październik         | Camillo Bonelli                                                                   | Pietro Berti                                                                            |
| 1879 | Kwiecień            | Gaetano Simoncini                                                                 | Marino Nicolini                                                                         |
| 1879 | Październik         | Federico Gozi                                                                     | Francesco Malpeli                                                                       |
| 1880 | Kwiecień            | Luigi Pasquali                                                                    | Giuseppe Giacomini                                                                      |
| 1880 | Październik         | Settimio Belluzzi                                                                 | Pasquale Busignani                                                                      |
| 1881 | Kwiecień            | Antonio Belluzzi                                                                  | Marino Martelli                                                                         |
| 1881 | Październik         | Domenico Fattori                                                                  | Teodoro Ceccoli                                                                         |
| 1882 | Kwiecień            | Marino Fattori                                                                    | Francesco Marcucci                                                                      |
| 1882 | Październik         | Giuliano Belluzzi                                                                 | Michele Ceccoli                                                                         |
| 1883 | Kwiecień            | Pietro Tonnini                                                                    | Sante Lonfernini                                                                        |
| 1883 | Październik         | Pietro Filippi                                                                    | Pietro Berti                                                                            |
| 1884 | Kwiecień            | Settimio Belluzzi                                                                 | Francesco Malpeli                                                                       |
| 1884 | Październik         | Federico Gozi                                                                     | Antonio Righi                                                                           |
| 1885 | Kwiecień            | Luigi Pasquali                                                                    | Pasquale Busignani                                                                      |
| 1885 | Październik         | Antonio Michetti                                                                  | Marino Nicolini                                                                         |
| 1886 | Kwiecień            | Domenico Fattori                                                                  | Teodoro Ceccoli                                                                         |
| 1886 | Październik         | Gaetano Simoncini                                                                 | Pietro Ugolini                                                                          |
| 1887 | Kwiecień            | Marino Fattori                                                                    | Settimio Lonfernini                                                                     |
| 1887 | Październik         | Pietro Filippi                                                                    | Federico Martelli                                                                       |
| 1888 | Kwiecień            | Settimio Belluzzi                                                                 | Marino Marcucci                                                                         |
| 1888 | Październik         | Federico Gozi                                                                     | Antonio Righi                                                                           |
| 1889 | Kwiecień            | Menetto Bonelli                                                                   | Marino Babboni                                                                          |
| 1889 | Październik         | Domenico Fattori                                                                  | Marino Nicolini                                                                         |
| 1890 | Kwiecień            | Pietro Tonnini                                                                    | Francesco Marcucci                                                                      |
| 1890 | Październik         | Giuliano Belluzzi                                                                 | Pietro Ugolini                                                                          |
| 1891 | Kwiecień            | Pietro Filippi                                                                    | Federico Martelli                                                                       |
| 1891 | Październik         | Antonio Michetti                                                                  | Pasquale Busignani                                                                      |
| 1892 | Kwiecień            | Federico Gozi                                                                     | Silvestro Vita                                                                          |
| 1892 | Październik         | Gemino Gozi                                                                       | Giacomo Marcucci                                                                        |
| 1893 | Kwiecień            | Menetto Bonelli                                                                   | Marino Babboni                                                                          |
| 1893 | Październik         | Marino Fattori                                                                    | Pietro Francini                                                                         |
| 1894 | Kwiecień            | Pietro Tonnini (zm. 22 sierpnia, zastąpiony przez Giuliano Belluzzi)              | Francesco Marcucci                                                                      |
| 1894 | Październik         | Settimio Belluzzi                                                                 | Marino Borbiconi                                                                        |
| 1895 | Kwiecień            | Domenico Fattori                                                                  | Antonio Righi                                                                           |
| 1895 | Październik         | Federico Gozi                                                                     | Vincenzo Mularoni                                                                       |
| 1896 | Kwiecień            | Giovanni Bonelli                                                                  | Settimio Lonfernini                                                                     |
| 1896 | Październik         | Menetto Bonelli                                                                   | Marino Babboni                                                                          |
| 1897 | Kwiecień            | Luigi Tonnini                                                                     | Teodoro Ceccoli                                                                         |
| 1897 | Październik         | Antonio Belluzzi                                                                  | Pasquale Busignani                                                                      |
| 1898 | Kwiecień            | Pietro Filippi                                                                    | Onofrio Fattori                                                                         |
| 1898 | Październik         | Marino Borbiconi                                                                  | Francesco Marcucci                                                                      |
| 1899 | Kwiecień            | Gemino Gozi                                                                       | Giacomo Marcucci                                                                        |
| 1899 | Październik         | Federico Gozi                                                                     | Silvestro Vita                                                                          |